# Syre (riu de Luxemburg)
El Syre (en luxemburguès: Sir) és un riu que flueix a través de Luxemburg amb el seu naixement a Syren, unint-se al Mosel·la a Mertert.
Flueix a través de les localitats de Moutfort, Oetrange, Schrassig, Schuttrange, Munsbach, Übersyren, Mensdorf, Roodt-sur-Syre, Olingen, Betzdorf Hagelsdorf, Wecker i Manternach.